# Jabil Circuit
Jabil Circuit Inc. ist ein US-amerikanischer Auftragshersteller für Elektronikartikel. Mit einem Umsatz von 34,7 Mrd. USD im Geschäftsjahr 2022/23 zählt er zu den größten Unternehmen der Elektronikherstellung (EMS) der Welt.

## Geschichte
Jabil Circuit wurde 1966 von James Golden und Bill Morean in Detroit als Reparaturunternehmen und Hersteller für Leiterplatten gegründet. Der Unternehmensname basiert auf den Anfangsbuchstaben der beiden Gründer (Ja & Bil), sowie dem englischen Wort für elektrische Schaltungen, circuit. Die Geschäfte verliefen anfangs schleppend und das Unternehmen setzte weniger als 50.000 USD im Jahr um. Im Jahr 1979 konnte Jabil jedoch mit einem Großauftrag des amerikanischen Automobilherstellers General Motors seinen Umsatz schlagartig verbessern. Die Produktion wurde von überwiegender Handarbeit mehr und mehr in Richtung der Fabrikautomation umgestaltet.
1982 wurde der Hauptsitz des Unternehmens von Detroit nach Saint Petersburg im US-Bundesstaat Florida verlegt. Dieser Schritt wurde vollzogen, nachdem Jabil einen Großauftrag des Unternehmens IBM, welches einen Standort in der in Florida gelegenen Stadt Boca Raton hat, erhielt. Der Umsatz betrug zu diesem Zeitpunkt ca. 100 Mio. USD. Während der 1980er-Jahre vollzog das Unternehmen zudem einen Wandel und spezialisierte sich vollkommen auf das Geschäft als Erstausrüster im Bereich Electronics Manufacturing Services. Als solcher produzierte Jabil Baugruppen für namhafte Hersteller, konstruierte und testete jedoch teilweise auch selbst.
1993 erfolgte schließlich der Börsengang des Unternehmens an der New York Stock Exchange.
2023 übernahm BYD Electronic, eine Tochter des chinesischen Mischkonzerns BYD, die Produktionssparte von Jabil Circuit mit zwei Werken in China.

## Geschäftsfelder
Jabil Circuit ist heute ein Bereitsteller von EMS und bietet in diesem Bereich die Konstruktion, Produktion und das Produktmanagement für elektronische Bauteile an. Zu den Hauptkunden zählen Unternehmen aus den Bereichen der Luft- und Raumfahrtindustrie, der Automobilindustrie, aber auch der Rüstungsindustrie. Der wichtigste Kunde im Jahr 2023, auf den 17 Prozent des Jabil-Umsatzes entfielen, war Apple.